# Lijst van hoogste gebouwen van Noord-Brabant
Dit is een overzicht met hoogste gebouwen van de Nederlandse provincie Noord-Brabant.

## Lijst van hoogste kantoor- en woongebouwen van Noord-Brabant
|    | Naam                        | Hoogte  | Verdiepingen | Plaats           | Voltooid | Architect                          | Afbeelding |
| -- | --------------------------- | ------- | ------------ | ---------------- | -------- | ---------------------------------- | ---------- |
| 1  | Westpoint                   | 141,6 m | 47           | Tilburg          | 2004     | Van Aken Architectuur en Stedebouw |            |
| 2  | Lighthouse                  | 109 m   | 36           | Eindhoven        | 2025     | De Zwarte Hond                     |            |
| 3  | De Admirant                 | 105 m   | 31           | Eindhoven        | 2006     | Dam & Partners Architecten         |            |
| 4  | BunkerToren                 | 103 m   | 33           | Eindhoven        | 2022     | Powerhouse Company                 |            |
| 5  | StadsHeer                   | 101 m   | 31           | Tilburg          | 2007     | EGM architecten                    |            |
| 6  | Provinciehuis Noord-Brabant | 101 m   | 25           | 's-Hertogenbosch | 1971     | Huig Maaskant                      |            |
| 7  | Porthos                     | 100,8 m | 32           | Eindhoven        | 2006     | Engelman Architecten               |            |
| 8  | De Regent                   | 96 m    | 34           | Eindhoven        | 1999     | Van Aken Architectuur en Stedebouw |            |
| 9  | Kantoorgebouw Interpolis    | 92 m    | 22           | Tilburg          | 1996     | Bonnema Architecten                |            |
| 10 | Vestedatoren                | 90 m    | 28           | Eindhoven        | 2006     | Jo Coenen & Co Architekten         |            |

## Lijst van hoogste kerkgebouwen van Noord-Brabant
|    | Naam                                | Hoogte | Plaats           | Voltooid                            | Architect                                       | Afbeelding       |
| -- | ----------------------------------- | ------ | ---------------- | ----------------------------------- | ----------------------------------------------- | ---------------- |
| 1  | Grote Kerk                          | 97,3 m | Breda            | 1547, huidige bekroning 1702        | Toegeschreven aan Pieter Graafschap (bekroning) | Grote Kerk Breda |
| 2  | Sint-Joriskerk                      | 88 m   | Eindhoven        | 1911                                | H.J. van Tulder, toren door J. van Gils         |                  |
| 3  | Sint-Gummaruskerk                   | 82,4 m | Steenbergen      | 1903, herbouwd in 1944              | Vieringtoren. Jos Cuypers en Jan Stuyt          |                  |
| 4  | Sint-Lambertuskerk                  | 80,6 m | Veghel           | 1863                                | P.J.H. Cuypers                                  |                  |
| 5  | Catharinakerk                       | 78,3 m | Etten-Leur       | 1771                                | Philip Willem Schonck                           |                  |
| 6  | Sint-Servatiuskerk                  | 77,4 m | Dinther          | 1879                                | J. Werten                                       |                  |
| 7  | Sint-Petruskerk                     | 76,4 m | Eindhoven        | 1913                                | H.J. van Tulder, toren door L.P.J. Kooken       |                  |
| 8  | Sint-Petrus'-Bandenkerk             | 74,5 m | Hilvarenbeek     | 1449, huidige bekroning 1615        |                                                 |                  |
| 9  | Sint-Janskathedraal                 | 73,1 m | 's-Hertogenbosch | 13e en 15e eeuw, huidige spits 1876 |                                                 |                  |
| 10 | Kerk van Onze Lieve Vrouw Visitatie | 72,8 m | Budel            | 1912                                | Caspar Franssen                                 |                  |